# Brad Drewett

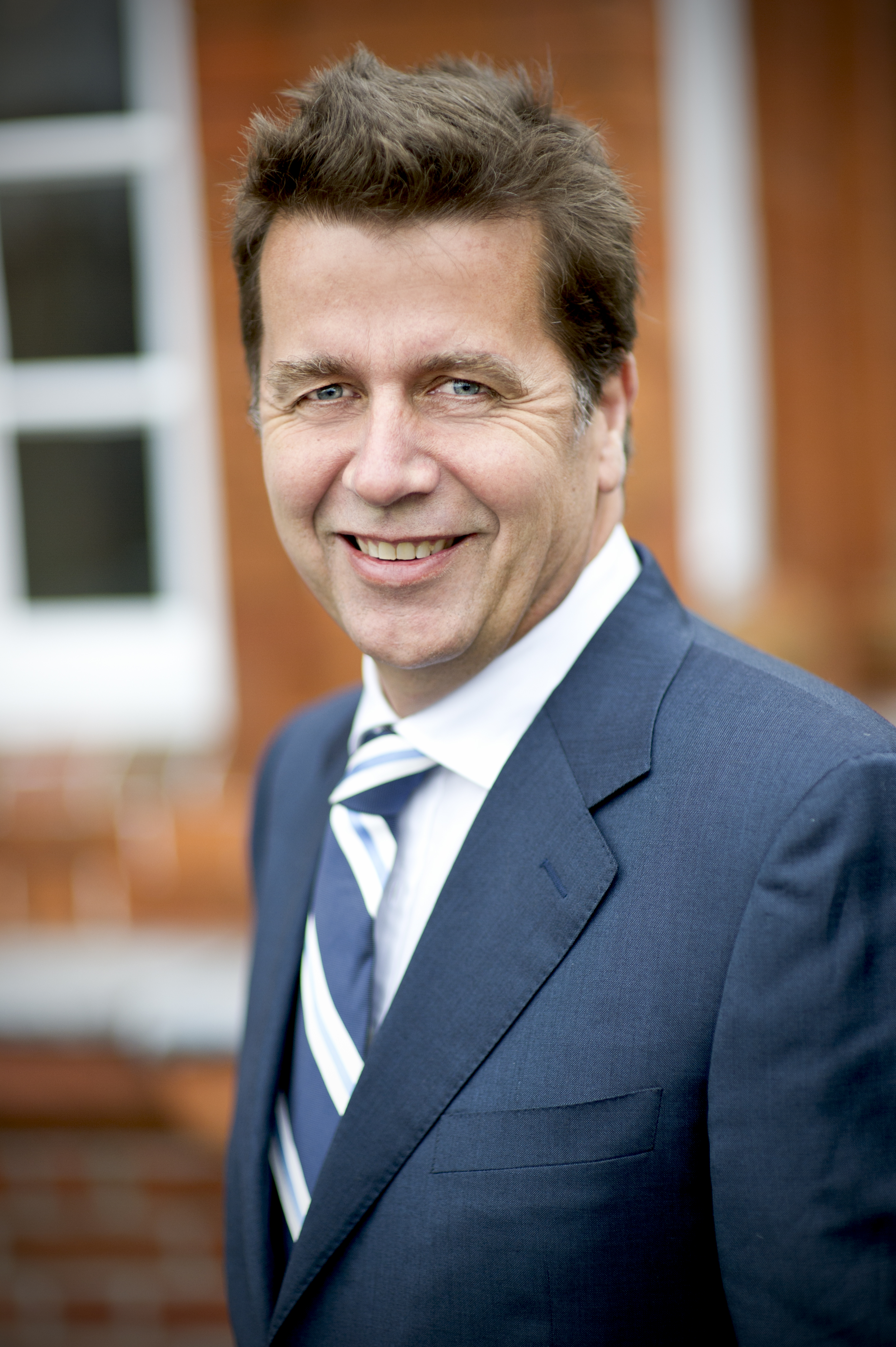
Imagem do tenista australiano Brad Drewett.

Brad Drewett (Maclean, 19 de julho de 1958 — Sydney, 3 de maio de 2013) foi um tenista australiano.
Em 2012, ele assumiu a presidência da ATP. Com ele no comando da ATP, os jogadores viram uma de suas principais reivindicações, o aumento nas premiações, ser gradativamente atendido. Em Janeiro de 2013, ele anunciou que estava deixando o cargo para se tratar de esclerose lateral amiotrófica. A ATP explicou em um comunicado que Drewett continuará o seu trabalho de forma interina até que se encontre um sucessor "no futuro próximo".
Em 2012 ele passou a ser colunista mensal do diário esportivo brasileiro Lance!. O último texto enviado por ele ao jornal foi publicado na seção Espaço Aberto do dia 14 de abril de 2013.

## Morte
Faleceu em 3 de maio de 2013, em consequência de uma doença degenerativa incurável, diagnosticada em janeiro do mesmo ano.
Sua morte gerou comoção entre os tenistas e ex-tenistas, que se manifestaram sobre o ocorrido em redes sociais.

## Carreira
Brad Drewett foi um tenista Top-40 (seu melhor ranking foi #34, alcançado em 26 de Março de 1984). Como duplista, foi Top-20 (#18 em 21 de Novembro de 1988). Aposentou-se em 1990.
Seus principais feitos como jogador foram conquistados ainda como juvenil, quando conquistou o bicampeonato do Aberto da Austrália e do Torneio de Wimbledon.
Como dirigente, antes de se tornar presidente da ATP, Drewett havia sido presidente do Conselho de Jogadores nos anos 90 e diretor da ATP Finals.

### Conquistas
| Legenda                           |
| Grand Slam (0)                    |
| Tennis Masters Cup (0)            |
| Masters Series (0)                |
| ATP International Series Gold (0) |
| ATP International Series (2)      |

#### Simples
| Nr. | Ano  | Torneio                | Piso   | Adversário      | Placar Final  |
| --- | ---- | ---------------------- | ------ | --------------- | ------------- |
| 1.  | 1982 | Aberto do Cairo        | Saibro | Claudio Panatta | 6:3, 6:3      |
| 2.  | 1983 | Aberto de South Orange | Saibro | John Alexander  | 4:6, 6:4, 7:6 |

#### Duplas
| Nr. | Ano  | Torneio          | Piso    | Parceiro        | Adversário                          | Placar Final  |
| --- | ---- | ---------------- | ------- | --------------- | ----------------------------------- | ------------- |
| 1.  | 1981 | ATP de Newport   | Grama   | Erik van Dillen | Kevin Curren Billy Martin           | 6:2, 6:4      |
| 2.  | 1983 | ATP de Stowe     | Duro    | Kim Warwick     | Fritz Buehning Tim Gulikson         | 4:6, 7:5, 6:2 |
| 3.  | 1985 | ATP de Brisbane  | Carpete | Marty Davis     | Bud Schultz Ben Testerman           | 6:2, 6:2      |
| 4.  | 1985 | ATP de Melbourne | Carpete | Matt Mitchell   | Nduka Odizor David Dowlen           | 4:6, 7:6, 6:4 |
| 5.  | 1985 | ATP de Hongkong  | Duro    | Kim Warwick     | Jakob Hlasek Tomáš Šmíd             | 3:6, 6:4, 6:2 |
| 6.  | 1987 | ATP de Sydney    | Grama   | Mark Edmondson  | Peter Doohan Laurie Warder          | 6:4, 4:6, 6:2 |
| 7.  | 1988 | ATP de Lyon      | Carpete | Broderick Dyke  | Michael Mortensen Blaine Willenborg | 3:6, 6:3, 6:4 |

### Vice-Campeonatos
- 1981 - Adelaide (Grama)
- 1985 - Cleveland (Duro)
- 1988 - Newport (Grama)
- 1989 - Seoul (Duro)